# Коренченко, Рем Александрович
Рем Алекса́ндрович Коре́нченко (14 марта 1926, с. Большая Глушица Самарская область — 31 декабря 2010, Пермь) — советский и российский экономист, доктор экономических наук (1975), заведующий кафедрой отраслевых экономик (1966–1998), один из организаторов экономического факультета Пермского университета. Заслуженный деятель науки РСФСР (1991). Участник Великой Отечественной войны.

## Биография
В июне 1941 г. окончил 8 классов средней школы.
С началом Великой Отечественной войны начал трудовую деятельность на оборонных заводах г. Чапаевска и Самары в качестве ученика ремесленного училища, а затем токаря.
С августа 1943 г. — добровольно в Советской Армии, вначале как курсант авиационных школ ВВС ВМФ, а затем как матрос, сержант других частей. Служил до июня 1950 г. Участник Великой Отечественной войны.
В Советской Армии в 1947 г. закончил вечернюю среднюю школу г. Перми.
1948–1953  — учёба на юридическом факультете Пермского университета. Как лучший выпускник, оставлен ассистентом на формирующейся кафедре политэкономии.
С декабря 1962 по 3 декабря 1964 — секретарь партийного комитета Пермского университета.
С 1962 г. после досрочной защиты кандидатской диссертации — старший преподаватель, а затем доцент кафедры отраслевых экономик.
С 1966 по 1998 год — заведующий кафедрой кафедры отраслевых экономик (после 1994  — кафедра экономики, предпринимательства и менеджмента, с 2009 — каф. менеджмента) Пермского университета.
В 1975 г. защитил докторскую диссертацию. В 1977 г. присвоено звание профессора.

## Научная и организационная деятельность
После защиты кандидатской диссертации (1962) вместе с И. С. Сандлером и В. Ф. Тиуновым включился в работу по организации экономического факультета
В должности зав. кафедрой отраслевых экономик (которую унаследовал от И. С. Сандлера) проработал более 32 лет. Здесь проявились его лучшие деловые, научные и организационные способности.

Значительный вклад в развитие экономических исследований вносит кафедра отраслевых экономк, которую с 1966 г. возглавляет профессор Р. А. Коренченко. Тесная связь с предприятиями на основе хозяйственных договоров дает возможность кафедре решать, наряду с конкретными проблемами прикладного характера, теоретические задачи принципиального значения. Широко известны исследования профессора Р. А. Коренченко, посвященные различным аспектам совершенствования хозяйственного расчета предприятий и методам организации и управления производством. Их результаты нашли отражение в ряде монографий, получивших общесоюзную известность: «Экономическое управление на предприятии» (Пермь, 1974) и другие.

Р. А. Коренченко создал научную школу, в которой разрабатывались вопросы организации и экономического регулирования деятельности промышленных предприятий, нахождения путей и резервов роста экономической эффективности и совершенствования внутри производственной организации. В 1980-х им была выдвинута теория организации хозрасчета как сознательно конструируемой системы экономического управления предприятиями и формы развития основных элементов данной системы на предприятиях. В этом направлении стала развиваться школа экономистов, изучающая проблемы совершенствования внутрипроизводственного хозяйственного механизма.
В 1984 г. по заданию Пермского обкома КПСС начата под руководством профессора Р. А. Коренченко работа по составлению целевой комплексной программы "Труд" в промышленности Пермской области..
Он также внёс значительный вклад в становление высшего экономического образования на Западном Урале: подготовил 36 кандидатов и содействовал четырём работникам кафедры в получении степени доктора наук и звания профессора.
В годы его заведования на кафедре подготовлено и защищено 8 докторских диссертаций и более 60 кандидатских. Под личным научным руководством защитили кандидатские работы 35 человек, четверо учеников стали докторами наук.
Преподаватели кафедры и аспиранты широко привлекались к выполнению научных работ по заказам предприятий, к разработке целевых комплексных программ развития промышленности области.
С 1966 г. — научный редактор многих сборников научных трудов экономического факультета. Бессменный главный (1966–2010) редактор журнала "Вестник Пермского университета" (Сер. "Экономика"). Председатель и член диссертационных советов.
В 1993 г. был избран академиком Международной Академии наук Высшей школы.

## Научные работы
Результаты научных исследований Р. А. Коренченко обобщены более чем в 200 публикациях, из них более 20 книг и брошюр.
Основные книги — "Экономическое управление тылами производства" (1972), "Экономическое управление на предприятии" (1974), "Совершенствование экономических методов управления на предприятиях" (1985) — на венгерском языке переиздана в Будапеште в 1987 г.,  "Коллективный подряд в промышленности" (1988 и 1989, Р. А. Коренченко — научный редактор и один из авторов), "Рыночная модель экономики в России" (1996, цикл лекций), "Теория организации" (учебное пособие с грифом Минобразования РФ, 1998), "Общая теория организации" (2003, рекомендован Учебно-методическим центром "Профессиональный учебник" в качестве учебника для студентов высших учебных заведений).

## Общественная деятельность
- В 1962–1964[5] гг. — секретарь парткома Пермского университета (со дня создания парткома)[6].
- В 1980–1982 и 1990–1994 — депутат райсовета и Пермского областного Совета.
- Член специализированных советов по защите диссертаций на соискание ученой степени кандидата и доктора экономических наук в  Пермском университете и других организациях.

## Награды
Награждён 10 медалями СССР, почетными знаками и грамотами правительства и области. Среди них:
- Медаль «За победу над Германией в Великой Отечественной войне 1941—1945 гг.».
- Заслуженный деятель науки РСФСР (1991).

## Прочее
Латинское имя Рем (так звали одного из двух братьев — основателей Рима) в СССР истолковывалось как аббревиатура словосочетания "революция мировая" или аббревиатура, расшифровывающаяся "революция,электрификация, механизация".